# エキサイト・アジア〜奮闘する日本人たち〜
『エキサイト・アジア〜奮闘する日本人たち〜』（エキサイト・アジア ふんとうするにっぽんじんたち）は、NHK BS1で随時放送されるドキュメンタリーである。2015年度からは『奮闘!日本人～エキサイト・アジア/ヨーロッパ～』と改題した。本項では、スピンオフの『エキサイト・ヨーロッパ〜奮闘する日本人たち〜』（エキサイト・ヨーロッパ ふんとうするにっぽんじんたち）も扱う。

## 概要
これら『エキサイトシリーズ』では、アジア、並びにヨーロッパの各国において、日系企業の派遣従業員、あるいは現地企業に赴いて就労をする日本人のビジネスマンにスポットライトを当て、日本との働き方・生活環境の違い、また世界に日本流のビジネスを広めたり、国外でのビジネススタイルを日本に持ち込もうと日々就労に奮闘し、世界に挑戦する日本人の姿を描く。

## 放送日時
（2015年5月現在）
『エキサイト・アジア、ヨーロッパ』共通
- 月曜 20:30 - 20:50
- 日曜 3:00 - 3:20（土曜深夜）

『エキサイト・ヨーロッパ』は概ね月1回ペースで、『 -アジア』を差し換えて放送する。その他、スポーツ中継などの都合により別日時に放送する場合がある。

## ナレーター
『エキサイト・アジア』
- 丹羽麻衣子（フリーアナウンサー）

『エキサイト・ヨーロッパ』
- 石山智恵（フリーアナウンサー）

## 関連番組
- 島耕作のアジア立志伝
- アジアで花咲け!なでしこたち